# Villard-sur-Doron
Villard-sur-Doron és un municipi francès al departament de Savoia (regió d'Alvèrnia-Roine-Alps). L'any 2007 tenia 670 habitants.

## Demografia

### Població
El 2007 la població de fet de Villard-sur-Doron era de 670 persones. Hi havia 286 famílies de les quals 94 eren unipersonals (61 homes vivint sols i 33 dones vivint soles), 82 parelles sense fills, 94 parelles amb fills i 16 famílies monoparentals amb fills.
La població ha evolucionat segons el següent gràfic:

### Habitatges
El 2007 hi havia 1.031 habitatges, 291 eren l'habitatge principal de la família, 682 eren segones residències i 58 estaven desocupats. 442 eren cases i 585 eren apartaments. Dels 291 habitatges principals, 206 estaven ocupats pels seus propietaris, 67 estaven llogats i ocupats pels llogaters i 17 estaven cedits a títol gratuït; 6 tenien una cambra, 56 en tenien dues, 53 en tenien tres, 76 en tenien quatre i 100 en tenien cinc o més. 230 habitatges disposaven pel capbaix d'una plaça de pàrquing. A 133 habitatges hi havia un automòbil i a 125 n'hi havia dos o més.

### Piràmide de població
La piràmide de població per edats i sexe el 2009 era:
| Homes | Edats   | Dones |
| ----- | ------- | ----- |
| 4     | 95 o +  | 0     |
| 0     | 90 a 94 | 0     |
| 0     | 85 a 89 | 0     |
| 0     | 80 a 84 | 0     |
| 4     | 75 a 79 | 16    |
| 16    | 70 a 74 | 4     |
| 24    | 65 a 69 | 16    |
| 12    | 60 a 64 | 32    |
| 20    | 55 a 59 | 8     |
| 16    | 50 a 54 | 12    |
| 20    | 45 a 49 | 32    |
| 32    | 40 a 44 | 32    |
| 32    | 35 a 39 | 28    |
| 16    | 30 a 34 | 24    |
| 32    | 25 a 29 | 16    |
| 8     | 20 a 24 | 8     |
| 24    | 15 a 19 | 24    |
| 24    | 10 a 14 | 8     |
| 20    | 5 a 9   | 24    |
| 20    | 0 a 4   | 32    |

## Economia
El 2007 la població en edat de treballar era de 446 persones, 334 eren actives i 112 eren inactives. De les 334 persones actives 322 estaven ocupades (177 homes i 145 dones) i 12 estaven aturades (6 homes i 6 dones). De les 112 persones inactives 46 estaven jubilades, 34 estaven estudiant i 32 estaven classificades com a «altres inactius».

### Ingressos
El 2009 a Villard-sur-Doron hi havia 262 unitats fiscals que integraven 647 persones, la mediana anual d'ingressos fiscals per persona era de 17.182 €.

### Activitats econòmiques
Dels 62 establiments que hi havia el 2007, 1 era d'una empresa extractiva, 1 d'una empresa de fabricació de material elèctric, 4 d'empreses de fabricació d'altres productes industrials, 11 d'empreses de construcció, 12 d'empreses de comerç i reparació d'automòbils, 2 d'empreses de transport, 11 d'empreses d'hostatgeria i restauració, 1 d'una empresa d'informació i comunicació, 4 d'empreses immobiliàries, 8 d'empreses de serveis, 3 d'entitats de l'administració pública i 4 d'empreses classificades com a «altres activitats de serveis».
Dels 18 establiments de servei als particulars que hi havia el 2009, 1 era una oficina de correu, 2 tallers de reparació d'automòbils i de material agrícola, 1 paleta, 2 fusteries, 2 lampisteries, 3 electricistes, 1 veterinari, 5 restaurants i 1 agència immobiliària.
Dels 5 establiments comercials que hi havia el 2009, 1 era un supermercat, 2 botigues de més de 120 m², 1 una botiga de mobles i 1 una botiga de material esportiu.
L'any 2000 a Villard-sur-Doron hi havia 32 explotacions agrícoles que ocupaven un total de 1.540 hectàrees.

## Equipaments sanitaris i escolars
El 2009 hi havia una escola elemental.

## Poblacions properes
El següent diagrama mostra les poblacions més properes.